# Decapterus punctatus
Cá nục bông hay còn gọi là cá nục tròn (Danh pháp khoa học: Decapterus punctatus) là một loài cá biển trong chi cá nục thuộc họ cá khế Carangidae phân bố rộng rãi ở vùng Thái Bình Dương, Đại Tây Dương. Nó được mô tả lần đầu vào năm 1829 bởi nhà động vật học người Pháp là Georges Cuvier. Chúng là loài cá thực phẩm quan trọng và thường được bắt như cá mồi

## Đặc điểm
Cá nục bông bề ngoài có hình dáng mang sắc xanh ở phần lưng và màu trắng ở phần bụng, có thể có những sọc đậm hơn ở phần lưng, những sọc này có thể có màu vàng. Con cá nục bông dài nhất dài đến 30 centimet, chiều dài trung bình của chúng là 12 inches (30.48 cm). Chúng có thể nặng đến 300 gram. Loại cá nục bông Đài Loan thì có nhiều chấm bông trên mình, cá nục bông có hình dáng rất giống với cá saba.
Cá nục bông ít xương, nhiều thịt, thịt thơm, ngon hơn các loài cá nục khác, thịt cá lại ngọt, béo. Cá nục bông được đánh bắt tại vùng biển Quảng Ngãi do vùng biển có đáy nhiều phù sa, cá có nhiều thức ăn nên thịt cá ngọt và ngon hơn những vùng biển có rạn san hô hoặc chất đáy là cát sỏi. Ngư dân các tỉnh Nam Trung Bộ từng trúng đậm cá nục bông. Nhiều tàu thu mua cá nục bônglên đến hàng chục tấn.

## Khai thác
Cá nục bông được chọn lựa những con cá ngon nhất, làm sạch, cấp đông nhanh giúp cho cá tươi như lúc ban đầu. Vì cá được cấp đông nhanh, nên tạo phân tử đá rất nhỏ, không xé nát thịt cá, khi rã đông, dịch cá không bị chảy ra ngoài như cách cấp đông thông thường nên cho chất lượng cá như cá tươi.
Các loại cá nục bông và cá thu đao Đài Loan đã có mặt ở các chợ lớn nhỏ trên địa bàn Sài Gòn với giá khá rẻ, nhiều nhất là ở chợ đầu mối thủy sản Chánh Hưng, lượng cá nục bông về chợ khoảng 25 tấn/ngày, chiếm trên 15% lượng cá biển về chợ, khoảng tháng 9 vào mùa thu hoạch rộ cá nục bông ở Đài Loan, thị phần loại cá này có thể sẽ tiếp tục được mở rộng vì giá cá còn xuống thấp hơn.

## Ẩm thực
Trong ẩm thực, cá nục bông có thể nấu ngót, kho mặn, nướng, chiên. Cá Nục Bông chỉ cần hấp, nướng hay nấu canh chua. Cá nục bông kho ăn rất được cơm. Một trong những món ăn ngon từ cá này là Cá nục bông kho khế. Cá nục tươi kho với khế chua vừa mặn vừa ngọt và cay cay chua chua vị khế. Cá nục kho cà chua và dứa, Thịt cá rán vàng thơm ngon được sốt cùng cà chua và dứa tạo vị ngọt ngọt chua chua sẽ là món mặn. Ngoài ra còn món cá nục bông nướng giấy bạc.